# Erin Andrews
Erin Andrews (ur. 4 maja 1978 w Lewiston (USA)) – amerykańska dziennikarka sportowa i osobowość telewizyjna. 
Była współgospodarzem programu College GameDay oraz Good Morning America na American Broadcasting Company. Obecnie jest gospodarzem Fox College Football na Fox Sport oraz współprowadzącą Dancing with the Stars.
24 czerwca 2017 poślubiła kanadyjskiego hokeistę – Jarreta Stolla.

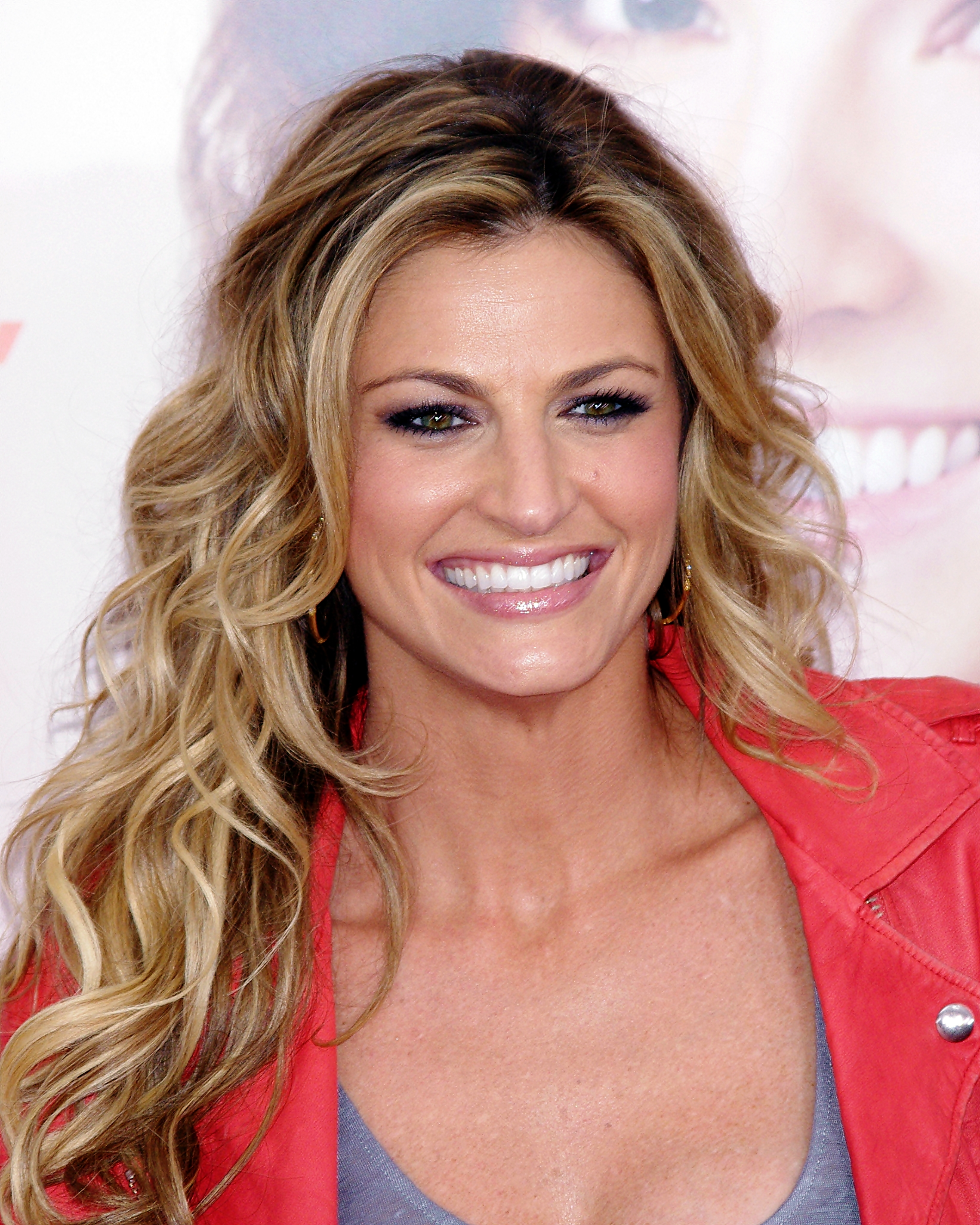
Erin Andrews (2012)